# Cửa khẩu La Lay
Cửa khẩu quốc tế La Lay là cửa khẩu quốc tế tại vùng đất thôn La Lay, xã La Lay, tỉnh Quảng Trị, Việt Nam .
Cửa khẩu quốc tế La Lay thông thương sang cửa khẩu Lalay 16°18′36″B 106°57′35″Đ / 16,310097°B 106,959849°Đ ở huyện Sa Mouay tỉnh Salavan, CHDCND Lào .

## Hoạt động
Cửa khẩu La Lay được Chính phủ hai nước Việt Nam và Lào nâng cấp lên cửa khẩu chính vào ngày 30/4/1998, và nâng cấp lên cửa khẩu quốc tế ngày 25/06/2014 . Việc khai trương cặp cửa khẩu quốc tế La Lay góp phần thắt chặt tình hữu nghĩ giữa hai nước, đồng thời kỳ vọng thúc đẩy phát triển mọi mặt trong khu vực .
Năm 2015 cửa khẩu La Lay được Chính phủ đầu tư để trở thành cửa khẩu quốc tế kiểu mẫu. Giao thương thuận lợi nhưng nhiều lúc xe chở gỗ nhập khẩu bị ách tắc tại cửa khẩu . Năm 2019 cửa khẩu La Lay được cáo buộc là "phải dùng tiền bôi trơn để được lực lượng chức năng cửa khẩu “nới lỏng” giám sát, tạo điều kiện xuất - nhập cảnh" .